# 香檳的德羅戈
德羅戈（法語：Drogo，約675年—708年）是法蘭克貴族，是埃斯塔勒的丕平與普雷科特魯德的長子。他自690年代初起擔任香檳公爵。
德羅戈的出生時間約在其父母婚後不久，而婚禮可能舉行於675年或稍晚.。680年代初，丕平安排德羅戈與紐斯特里亞宮相瓦拉托與其妻安斯弗萊迪斯的女兒安斯特魯迪斯結婚。這段婚姻可能發生於680年代末或690年代初。德羅戈與安斯特魯迪斯育有四個兒子：阿努爾夫，繼任香檳公爵；修道士于格，後成為魯昂大主教；戈弗里德以及丕平。
德羅戈與安斯特魯迪斯的婚姻加強了其父丕平在紐斯特里亞的影響力。瓦拉托的家族主要勢力集中在魯昂周邊，而德羅戈則被任命為香檳公爵，統治位於紐斯特里亞與奧斯特拉西亞之間的邊境地區。他在香檳的影響力，因他對蒙捷昂德爾修道院以及可能在奧維耶爾修道院的控制而增加。
《法蘭克人歷史》（Liber Historiae Francorum）是一部於727年在紐斯特里亞寫成的歷史記錄，將德羅戈描述為因其婚姻關係而對紐斯特里亞人友善。然而，他曾與聖丹尼斯修道院因財產糾紛對簿公堂，並在國王希爾德貝爾特三世的裁決下敗訴。此外，他在697年因諾瓦茲河畔努瓦西莊園與圖松瓦修道院對簿公堂，亦敗訴
。
根據《豐塔內爾修道院院長事跡記錄》（Gesta abbatum Fontanellensium），德羅戈在他父親在生時於707年去世 ，而大多數編年史則記載其死於708年。德羅戈被安葬於梅斯的聖阿努爾夫教堂，其四個兒子於715年6月捐贈土地以紀念他。《梅斯編年史》（Annales Mettenses）記載，弟弟格里莫爾德繼承德羅戈的所有職位，但實際上由其子阿努爾夫繼任香檳公爵。
德羅戈之死被後世認為是加洛林王朝歷史中的一個重要事件。幾部8世紀後期撰寫的皇室編年史，包括《阿勒曼尼編年史》（Annales Alamannici）、《納扎里亞尼編年史》（Annales Nazariani）和《勞雷斯海姆編年史》（Annales Laureshamenses），均以708年為其年表的起點。